# Романюк, Григорий Павлович
Григорий Павлович Романюк (1917—1993) — Герой Советского Союза. Участник освободительного похода советских войск в Западную Украину и Западную Белоруссию, советско-финской и Великой Отечественной войн. Командир эскадрона 34-го гвардейского кавалерийского полка 9-й гвардейской Кубанско-Барановической кавалерийской дивизии 4-го гвардейского кавалерийского корпуса 3-го Украинского фронта, гвардии капитан.

## Биография

### Ранние годы
Родился 15 сентября 1917 года в селе Боголюбовка (ныне село Миролюбовка Пятихатского района Днепропетровской области) в семье рабочего. Украинец.
Окончил 8 классов. Работал на железной дороге. В РККА с 1938 года. Место призыва: Пятихатский РВК, Украинская ССР, Днепропетровская область, Пятихатский район. Окончил Тамбовское кавалерийское училище в 1941 году.

### Участие в Великой Отечественной войне
В действующей армии на фронте в Великую Отечественную войну с 1941 года. Член ВКП(б) с 1942 года.

### Подвиг
Кавалерийский эскадрон 34-го гвардейского кавалерийского полка (9-я гвардейская кавалерийская дивизия, 4-й гвардейский кавалерийский корпус, 3-й Украинский фронт) под командованием гвардии капитана Романюка прорвал 6.3.1944 оборону противника в районе села Цветково (Широковский район Днепропетровской области) и, проникнув во вражеское расположение, своими решительными действиями способствовал вводу в прорыв всех сил полка, а в дальнейшем и дивизии. В боях 6—18.3.1944 года эскадрон уничтожил около сотни гитлеровцев.
Из наградного листа:

Капитан Романюк Г. П., командир эскадрона, в 34 гв. кп с 5.43 года. На всём протяжении боевых действий полка эскадрон капитана Романюка являлся ведущим во всех проводимых операциях (Таганрогская, Северная Таврия) всегда действовал в ГО (головном отряде) полка, проводит упорные, смелые бои и всегда выходит из них победителем, нанося при этом сильный урон противнику. Лично Романюк Г. П. исключительно храбр, смел и настойчив, имеет богатый опыт командования эскадроном в прорыве и по тылам противника. Отлично владеет техникой пилотирования — ведение боя конниками в прорыве и в сложной обстановке современного боя.

Командир 34 гв. КП гв. майор Гераськин.— Представление к присвоению звания Героя Советского Союза.
Указом Президиума Верховного Совета СССР от 3.6.1944 за образцовое выполнение заданий командования в борьбе против немецко-фашистских захватчиков и проявленные при этом мужество и героизм Григорию Павловичу Романюку было присвоено звание Героя Советского Союза с вручением ордена Ленина и медали «Золотая Звезда».

### После войны
После войны работал в органах госбезопасности. С 1974 года полковник Романюк — в запасе. Жил и работал в Москве. Умер Полковник Романюк Г. П. 6 ноября 1994 года в Москве. Похоронен на Николо-Архангельском кладбище (участок 4-а).

### Награды
- Медаль «Золотая Звезда» № 5126;
- орден Ленина;
- Орден Красного Знамени[3];
- орден Александра Невского[4][5];
- орден Отечественной войны I степени;
- орден Отечественной войны I степени;
- орден Красной Звезды[6];
- орден Красной Звезды;
- медаль «За отвагу»[7];
- медаль «В ознаменование 100-летия со дня рождения Владимира Ильича Ленина» (06.04.1970);
- медаль «За победу над Германией в Великой Отечественной войне 1941—1945 гг.» (9 мая 1945[8]);
- юбилейная медаль «Двадцать лет Победы в Великой Отечественной войне 1941—1945 гг.» (7 мая 1965[9]);
- юбилейная медаль «Тридцать лет Победы в Великой Отечественной войне 1941—1945 гг.»[10];
- медаль «Сорок лет Победы в Великой Отечественной войне 1941—1945 гг.»[11];
- медаль «Ветеран Вооружённых Сил СССР»;
- медаль «30 лет Советской Армии и Флота»[12];
- юбилейная медаль «40 лет Вооружённых Сил СССР»[13];
- юбилейная медаль «50 лет Вооружённых Сил СССР» (26 декабря 1967[14]);
- медаль «За безупречную службу» I степени;
- знак «Гвардия»;
- знак МО СССР «25 лет Победы в Великой Отечественной войне» (24 апреля 1970[1]).

### Память
- Имя Героя высечено золотыми буквами в зале Славы Центрального музея Великой Отечественной войны в Парке Победы города Москвы.
- На могиле (Николо-Архангельское кладбище, Москва, 4-а участок) установлен надгробный памятник.